# Geshikao
Geshikao (chinesisch: 格氏栲 bzw. 三元格氏栲自然保护区) ist ein Naturschutzgebiet in der chinesischen Provinz Fujian. 
Es befindet sich im Verwaltungsgebiet der bezirksfreien Stadt Sanming und hat eine Fläche von über 600 Hektar.
Es ist eines der größten Naturschutzgebiete der Welt für immergrüne Kastanien. Wegen seines Bestandes an seltenen Pflanzen und Tieren, wie z. B. dem Wasserhirsch und dem Europäischen Flughörnchen ist es auch für die Wissenschaft von besonderem Interesse.